# NGC 3065
NGC 3065 (другие обозначения — UGC 5375, MCG 12-10-14, ZWG 333.10, 7ZW 303, PGC 29046) — линзообразная галактика (S0) в созвездии Большой Медведицы.
Этот объект входит в число перечисленных в оригинальной редакции «Нового общего каталога».
NGC 3065 принадлежит к типу LINER, а также имеет в спектре широкие бальмеровские эмиссионные линии.